# Bethaus der Bergleute

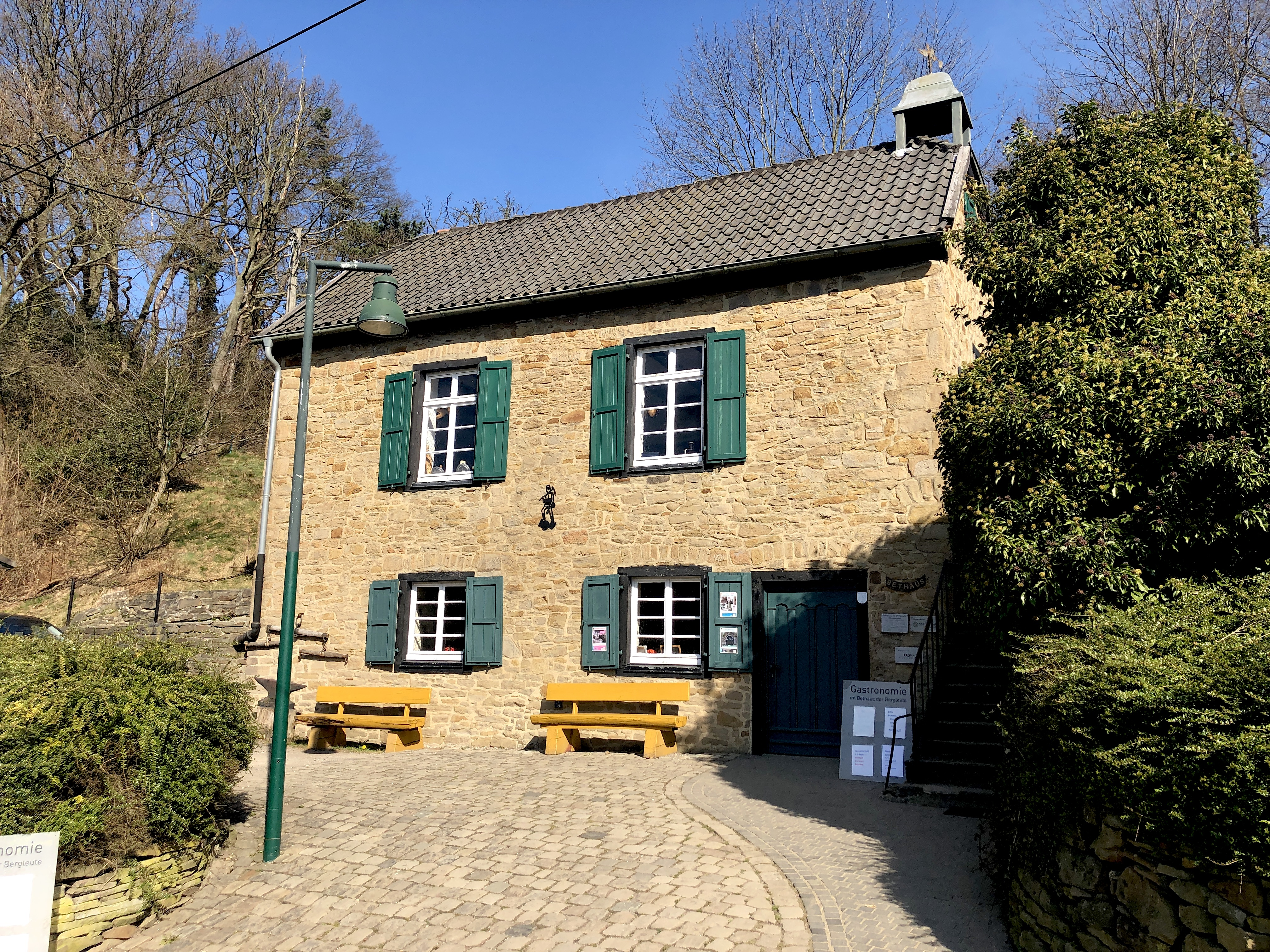
Das Bethaus der Bergleute von der Vorderseite aus gesehen (1830–1831 erbaut)

Das Bethaus der Bergleute ist ein bergbauhistorisches Sandsteingebäude im Muttental der Stadt Witten am südlichen Rand des Ruhrgebiets.

## Geographie
Das Gebäude befindet sich an der Muttentalstraße 35, die westlich des Wittener Stadtteils Bommern von den Trinkwassergewinnungsfeldern der Ruhr in den Stadtforst Muttental hineinführt. Der Muttenbach, der Namensgeber des Tals ist, führt westlich bis südsüdwestlich entlang der Straße und mündet schließlich in die Ruhr.

## Geschichte
Das zweigeschossige Bethaus wurde in den Jahren 1830 bis 1831 von mehreren kleinen Stollenzechen des unteren Muttentals errichtet. Im Untergeschoss wurde eine Zechenschmiede eingerichtet, in der das Gezähe (Werkzeuge des Bergmanns) für den Kohlebergbau jener Tage hergestellt werden konnte. Im Obergeschoss hingegen wurde ein Versammlungsraum für die Bergleute eingerichtet, in denen sich die Kumpel vor und nach der Schicht treffen konnten. Der Raum diente für das Halten der Andacht, so auch zum Gespräch untereinander. Nebenbei konnte hier auch der pünktliche Arbeitsbeginn der Bergleute kontrolliert werden.
Nach nur sieben Jahren wurden die Schmiede und der Bet- und Versammlungssaal geschlossen, da einige Zechen aufgaben und andere so groß gewachsen waren, dass sie sich eigene Schmieden, Versammlungsräume und Betsäle leisten konnten. Ca. 1850 wurde das Gebäude dann zu einem Wohnhaus umgebaut.
In den 1970er Jahren erkannte man den historischen Wert des Gebäudes und nutzte es zunächst als Außenstelle des Bochumer Deutschen Bergbaumuseums. Die Eröffnung war 1974. Anschließend übernahm das LWL-Museumsamt für Westfalen das Gebäude und richtete im Untergeschoss eine Ausstellung ein, die bis in das Jahr 2015 hinein besucht werden konnte. Um Besuchern jedoch einen Eindruck einer Zechenschmiede jener Tage vermitteln zu können, richtete schließlich das Stadtmarketing Witten mit Unterstützung der NRW-Stiftung, der RAG-Stiftung, des Verkehrsvereins Witten und weiterer Sponsoren die Schmiede im Untergeschoss nach historischem Vorbild wieder ein.
Das Bethaus ist eine Station in den Themenrouten 11 – Frühe Industrialisierung und 26 – Sakralbauten der Route der Industriekultur.

## Gastronomie
Das Haus verfügt des Weiteren heute über eine Gastronomie im hinteren Anbau des Gebäudes und einen Garten, der bei gutem Wetter ebenfalls gastronomisch genutzt werden kann. Der Bet- und Versammlungssaal des Obergeschosses ist heute der Gastronomie angeschlossen und kann für Feierlichkeiten genutzt werden.